# Rhabdomastix flavidula
Rhabdomastix flavidula är en tvåvingeart som beskrevs av Edwards 1926. Rhabdomastix flavidula ingår i släktet Rhabdomastix och familjen småharkrankar. Inga underarter finns listade i Catalogue of Life.